# Закон Тафта-Хартли
Закон Тафта-Хартли 1947 года (англ. Taft–Hartley Act 1947), официально Закон об отношениях между рабочими и администрацией (англ. Labor Management Relations Act) —действующий американский законодательный акт о регулировании трудовых отношений; регламентирует и ограничивает вопросы коллективных трудовых конфликтов, проведения забастовок, прав профессиональных союзов.

## Содержание
Закон о трудовых отношениях 1947 года, более известный как Закон Тафта-Хартли, является федеральным законом США, ограничивающим деятельность и полномочия профсоюзов. Он был принят 80-м Конгрессом США вопреки вето президента Гарри С. Трумэна и вступил в силу 23 июня 1947 года.
Закон Тафта-Хартли был введен после крупной волны забастовок в 1945 и 1946 годах. Хотя он был принят контролируемым республиканцами 80-м Конгрессом, закон получил значительную поддержку со стороны конгрессменов-демократов, многие из которых присоединились к своим коллегам-республиканцам в голосовании за отмену вето Трумэна. Закон продолжал вызывать оппозицию после того, как Трумэн покинул свой пост, хотя он остался в силе.
Закон Тафта-Хартли внес поправки в Национальный закон о трудовых отношениях 1935 года, добавив новые ограничения на действия профсоюзов и обозначив новые несправедливые трудовые практики, характерные для профсоюзов. Среди практик, запрещенных законом Тафта-Хартли, — юрисдикционные забастовки, стихийные забастовки, солидарные или политические забастовки, вторичные бойкоты, вторичные и массовые пикеты, закрытые магазины и денежные пожертвования профсоюзов федеральным политическим кампаниям. Поправки также позволили штатам принимать законы о праве на труд, запрещающие профсоюзные магазины. 
Принятый на ранних этапах Холодной войны, закон требовал от профсоюзных функционеров подписывать некоммунистические заявления правительству. В 1965 г. Верховный Суд счёл это требование неконституционным.